# 界面隐喻
界面隐喻（Interface metaphor）是指程序設計員在用户界面设计時用大多數人所熟知的知識和術語來描述用户界面中的一系列视觉、动作和程序。用户界面會被设计成类似于現實中的物理实体。引入界面隐喻這個概念的目的是让用户能了解如何与用户界面互动，並帮助用戶更好地理解用戶界面。例如操作系统的文件系统被形象地稱為文件和文件夹。